# Ehemalige Brückenmühle

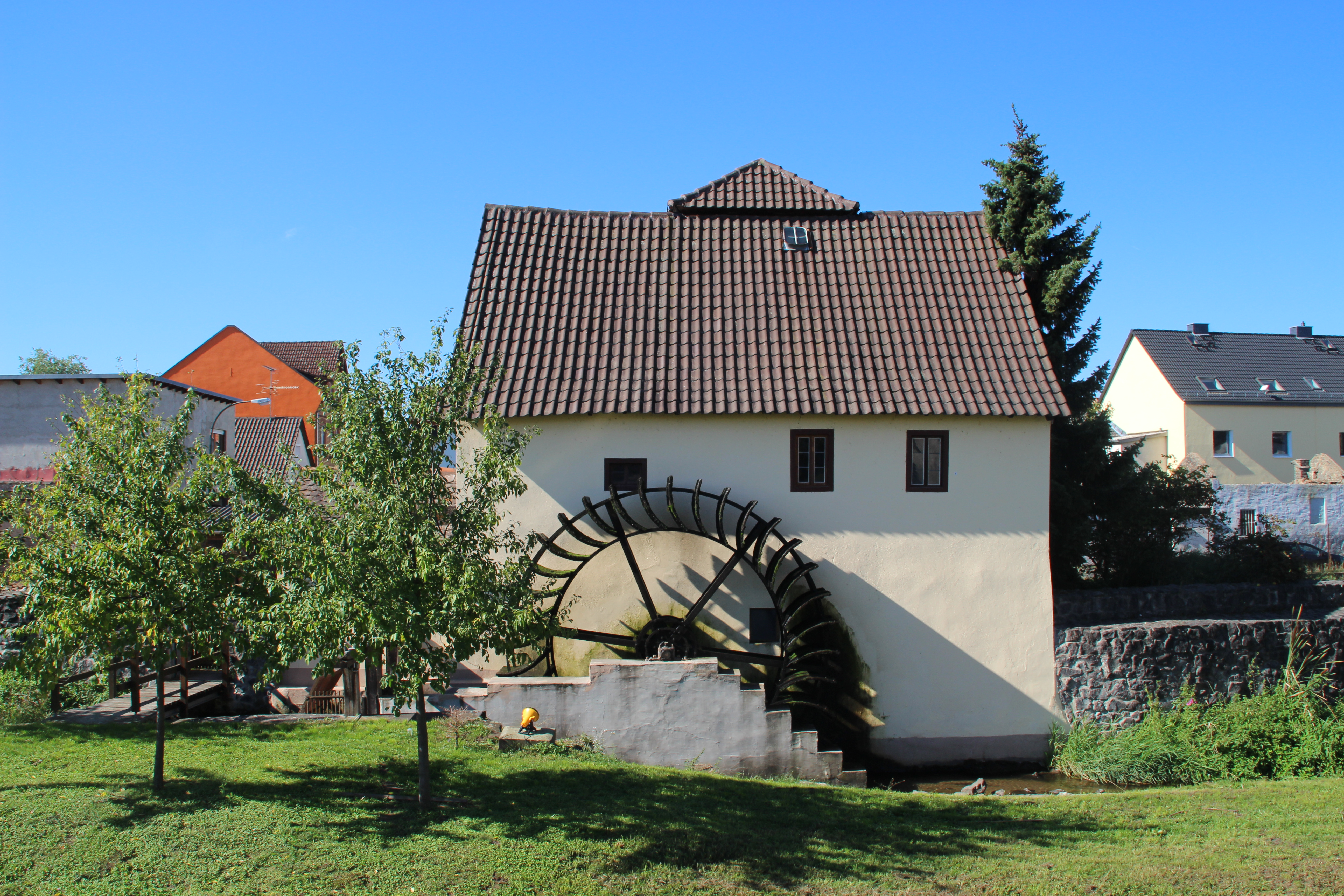
Ehemalige Brückenmühle

Das Gebäude Brückenstraße 4 in Mühlheim am Main, Landkreis Offenbach, ist eine unter Denkmalschutz stehende historische Mühle und wird allgemein als Ehemalige Brückenmühle (oder kurz: Brückenmühle) bezeichnet. Sie ist neben dem Wasserturm am Bahnhof eines der städtischen Wahrzeichen.

## Geschichte
Die unmittelbar südlich der Rodaubrücke gelegene Mühle wurde um 1545 erbaut und 1576 erstmals urkundlich erwähnt. Der erste nachgewiesene Müller war Thomas Paul (1613–1687). Von 1687 bis 1855 befand sich die Mühle in Besitz der Familie Faller. Nach zwischenzeitlich wechselnden Inhabern wurde sie 1871 von der Familie Krebs erworben, die sie technisch modernisierte. So wurde eine eigene Anlage zum Trennen von Kleie vom Mehl und kurze Zeit später eine Vorrichtung, die das Getreide zwischen Metall-Walzengängen zerkleinerte und so einen wesentlich höheren Feinheitsgrad des Mehls ermöglichte, eingebaut. Durch Elevatoren, die Vorläufer der heutigen Fließbänder, wurde das geschrotete Getreide transportiert. Die Kapazität dieser Anlage war um ein Mehrfaches höher als die der alten Steinmahlgänge, so dass auch das nächtliche Aufstehen entfiel, um Getreide in den Trichter nachzuschütten.
Nach dem Tod von Antonie Krebs, der letzten Müllerin, erwarb die Stadt Mühlheim 2014 die Mühle.

## Gebäude und Einrichtung

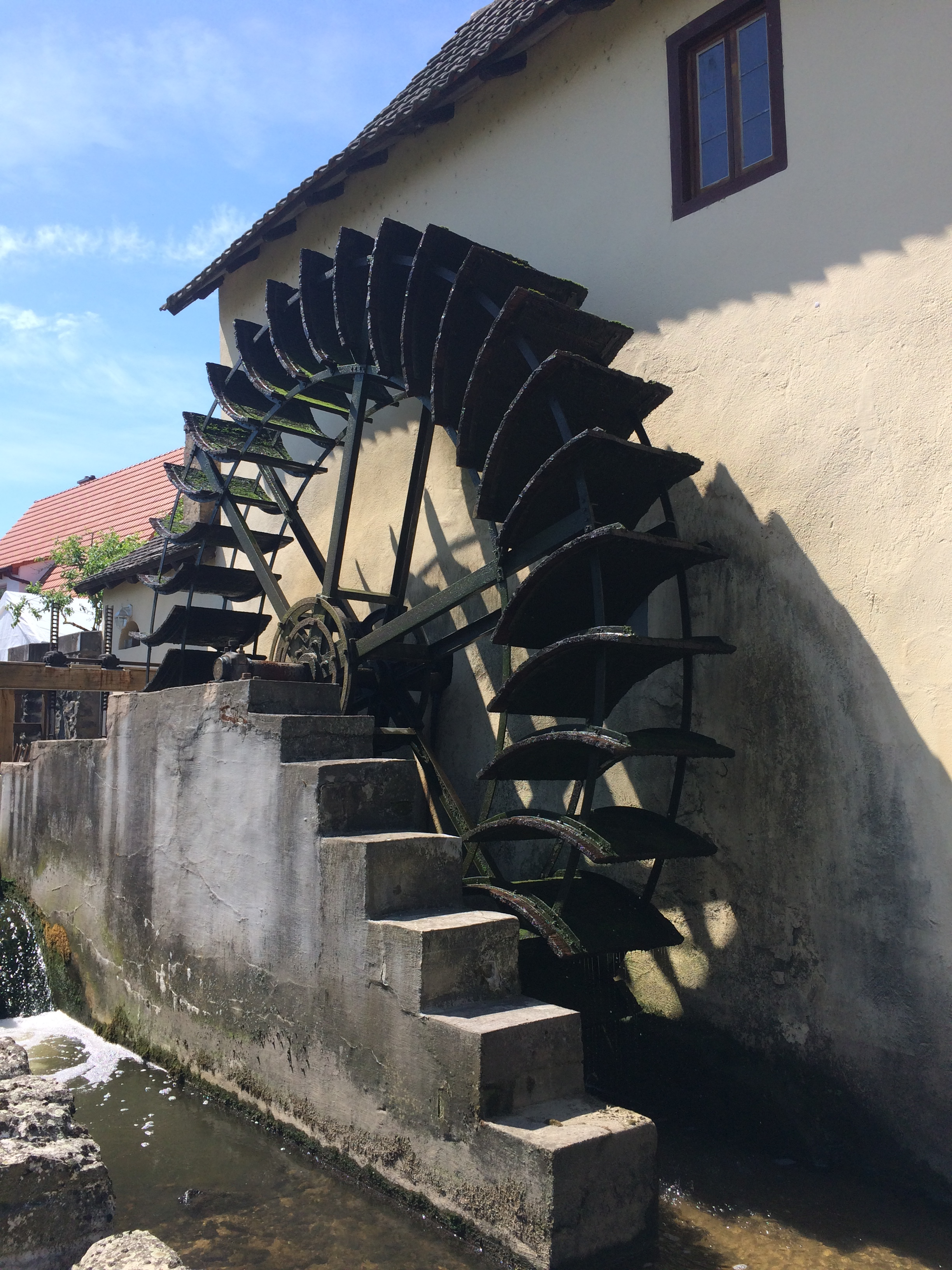
Wasserrad

Das Fachwerk-Mühlengebäude ist mit einem unterschlächtigen Zuppinger-Wasserrad mit 5,60 Meter Durchmesser versehen. Durch den Rückbau der Wasserführung 1926 und den Abriss der landwirtschaftlichen Nebengebäude 2015 befindet sich die Mühle heute innerhalb dichter Wohnbebauung in einer sich weiter verdichtender Innenstadtlage.
Die Mahleinrichtung ist noch in betriebsfähigem Zustand erhalten. Außerdem gibt es noch einen Quetschstuhl für Hafer und einen Schrotgang für Futtergetreide, die auch heute noch genutzt werden. Damit ist die Brückenmühle die letzte funktionsfähige Mühle im Landkreis Offenbach.
Eine museale Nutzung wird für die Zukunft angestrebt. Die Brückenmühle steht unter Denkmalschutz und ist Teil der Route der Industriekultur Rhein-Main Hessischer Oberer Main.